# Ralph (New Horizons)

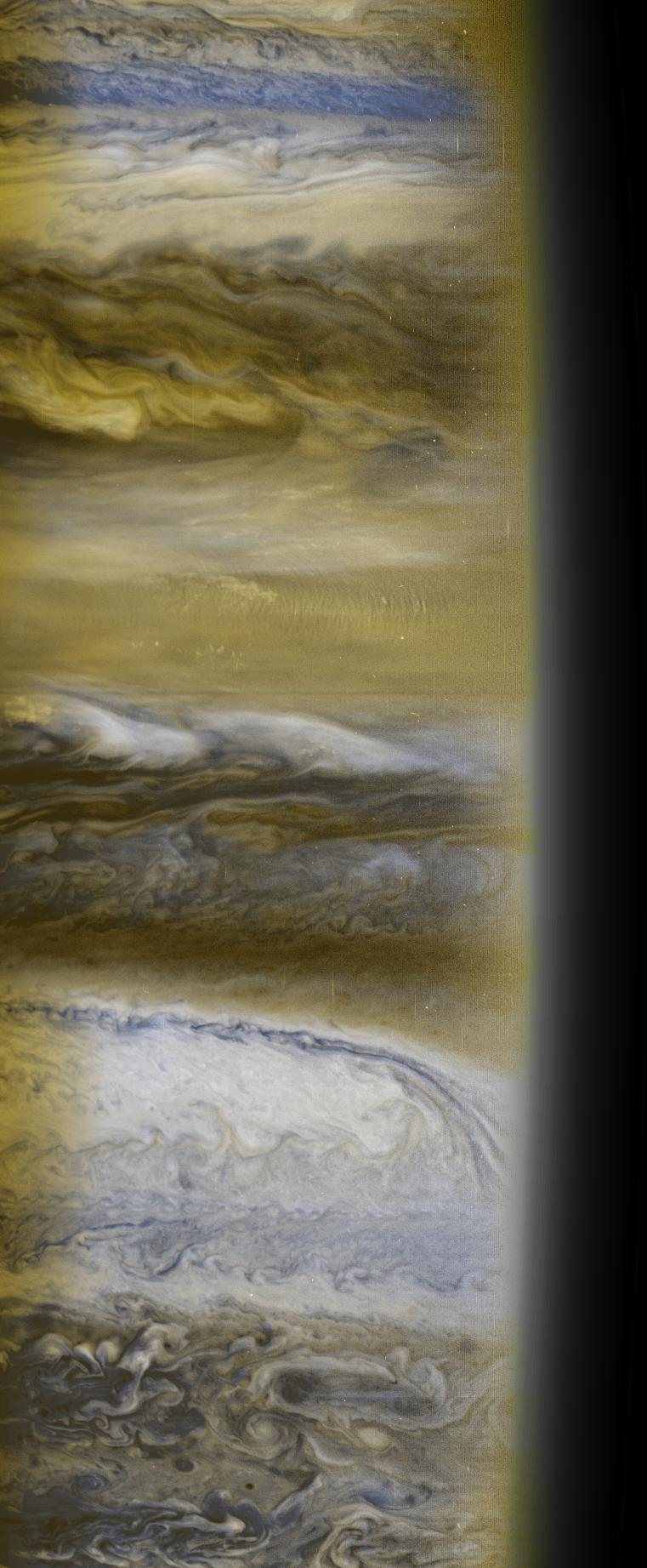
Złożony obraz Jowisza (Ralph-MVIC)

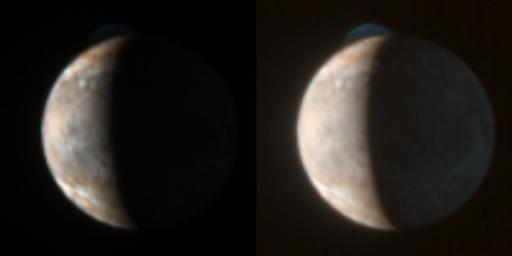
Zdjęcie Io, księżyca Jowisza (kanał MVIC)

Ralph – instrument naukowy na pokładzie sondy kosmicznej New Horizons, która została wystrzelona w 2006 roku. Jest to rejestrator obrazu w świetle widzialnym i podczerwieni oraz spektrometr do dostarczania map poszczególnych obiektów astronomicznych na podstawie danych, gromadzonych przez ten sprzęt. Ralph ma dwa główne narzędzia: LEISA i MVIC. Akronim MVIC oznacza Multispectral Visible Imaging Camera i jest kamerą multispektralną pracującą w świetle widzialnym i bliskiej podczerwieni, podczas gdy LEISA pierwotnie oznaczał Linear Etalon Imaging Spectral Array i jest to spektrometr mapujący w bliskiej podczerwieni dla lotów kosmicznych. LEISA obserwuje 250 dyskretnych długości fal światła podczerwonego od 1,25 do 2,5 mikrometra. MVIC to skaner typu pushbroom pracujący na siedmiu kanałach (m.in. barwa czerwona, niebieska, bliska podczerwień (NIR) oraz metan).

## Opis
Ralph jest jednym z siedmiu głównych instrumentów na pokładzie sondy New Horizons, która została wystrzelona w 2006 roku i przeleciała obok Plutona w 2015 roku.
Podczas przelotu, przyrząd ten rozpoczął obserwację wielu aspektów Plutona takich, jak:
- geologia
- forma
- struktura
- skład chemiczny powierzchni
- temperatura powierzchni

Przyrządy Ralph oraz Alice zostały wykorzystane do scharakteryzowania atmosfery Plutona w 2015 roku. Wcześniej przyrząd ten był używany do obserwacji Jowisza i jego księżyców w latach 2006 oraz 2007, kiedy leciał w stronę Plutona.
Obserwacje Jowisza zostały przeprowadzone z Ralphem w lutym 2007 roku, kiedy sonda znajdowała się około 6 milionów kilometrów od gazowego olbrzyma.
Ralph wykonał zdjęcia planetoidy Arrokoth podczas przelotu sondy New Horizons 1 stycznia 2019. Ralph, w połączeniu z teleskopem LORRI, zostanie wykorzystany do stworzenia cyfrowej mapy wysokości tego obiektu.
NASA planuje umieścić jedną z wersji przyrządu w projektowanej sondzie Lucy, której celem jest kilka trojańczyków Jowisza. Sonda ta ma zostać wystrzelona na przełomie października i listopada 2021 roku.). 
Konstruktorzy sondy zauważyli szczególną zdolność Ralpha do prowadzenia obserwacji w świetle widzialnym i w podczerwieni poprzez podział strumienia światła, a tym samym analizę dwóch widm światła w tym samym czasie.

## Nazwa

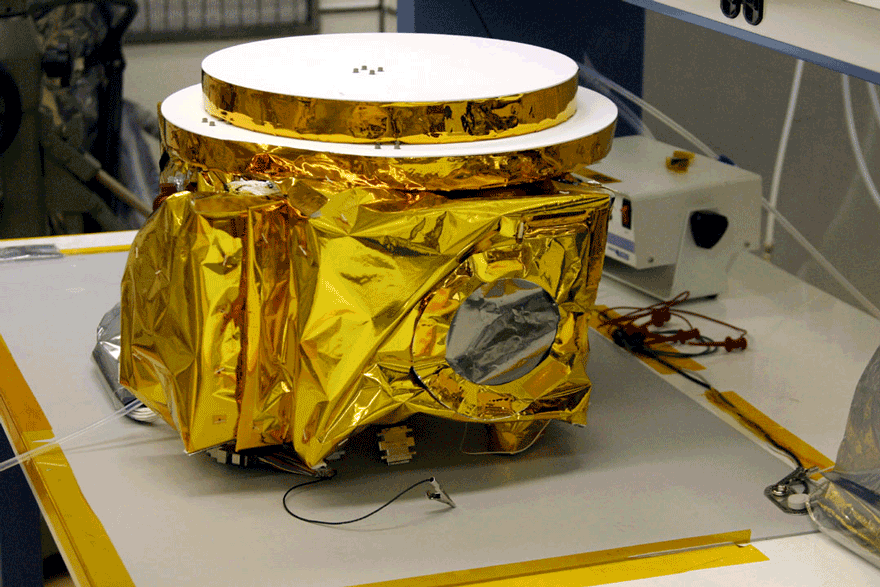
Ralph

Przyrząd otrzymał swoją nazwę od jednej z postaci z amerykańskiego sitcomu The Honeymooners, podobnie jak inny przyrząd na pokładzie sondy New Horizons - Alice.
Pierwotna nazwa spektrometru - LEISA (Linear Etalon Imaging Spectral Array) - została zmieniona przez NASA w czerwcu 2017 r. na Lisa Hardaway Infrared Mapping Spectrometer.  Zmiana ta została wprowadzona na cześć Lisy Hardaway, która zmarła w styczniu 2017 r. w wieku 50 lat. Hardaway była inżynierem lotnictwa oraz kierowniczką programu zajmującego się rozwojem Ralpha.  Ponadto została ona uhonorowana tytułem inżyniera Roku 2015-2016 przez Amerykański Instytut Aeronautyki i Astronautyki (sekcja Rocky Mountain), a organizacja Women In Aerospace przyznała jej nagrodę lidera w 2015 r.

Lisa wniosła niesamowity wkład w New Horizons i nasz sukces w odkrywaniu Plutona, a my chcieliśmy uhonorwać jej pracę w specjalny sposób, dedykując jej spektrometr LEISA

## Obserwacje metanu
Przykładowe możliwości Ralpha ukazano na zdjęciu przedstawiającym wykrycie metanu na powierzchni Plutona (po lewej), które nałożono na zdjęcie z aparatu rozpoznawczego (po prawej): 

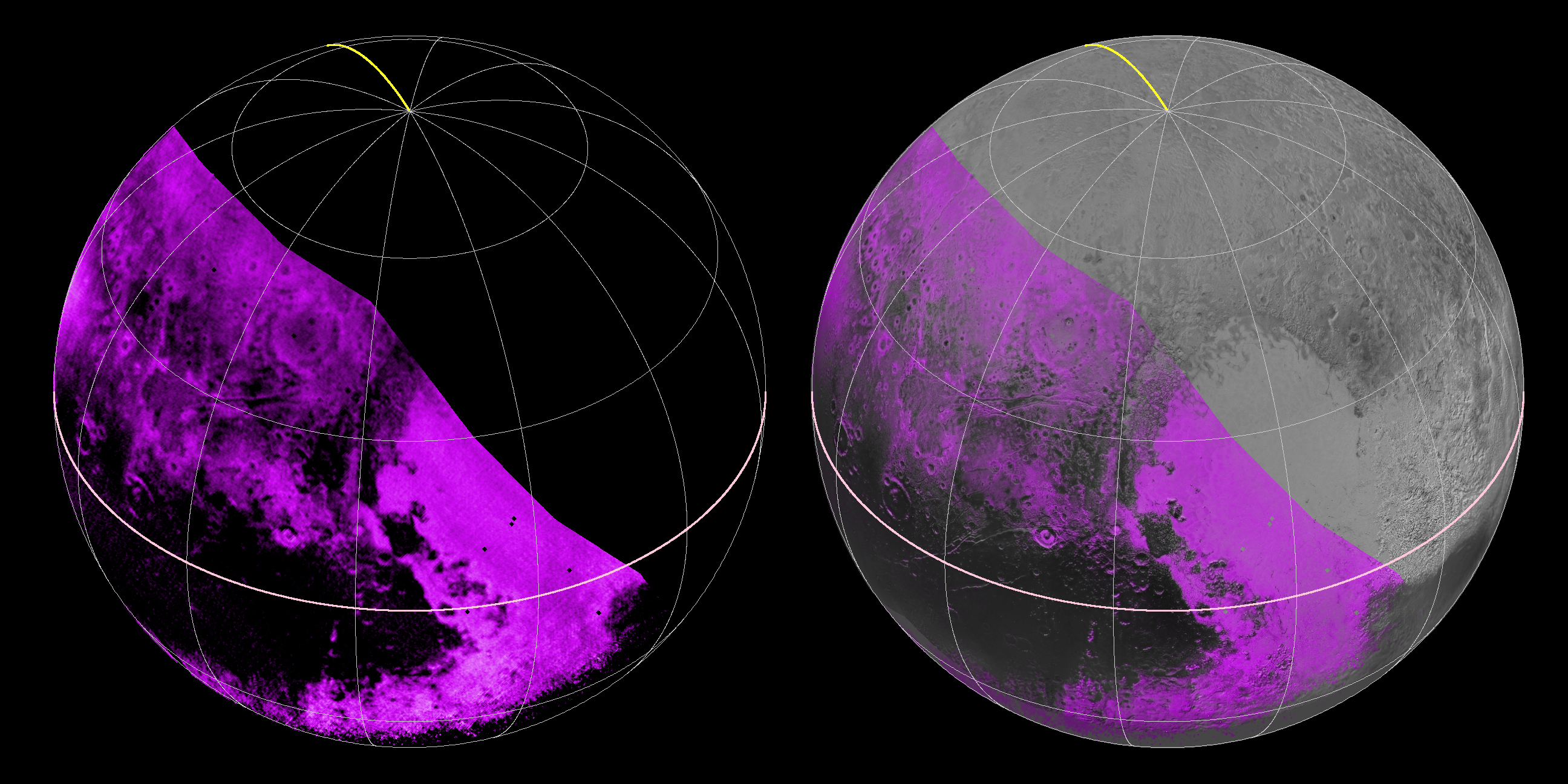
Zdjęcie metanu wykrytego przez Ralpha (po lewej) nałożone na zdjęcie Plutona wykonane przez kamerę LORRI (po prawej)

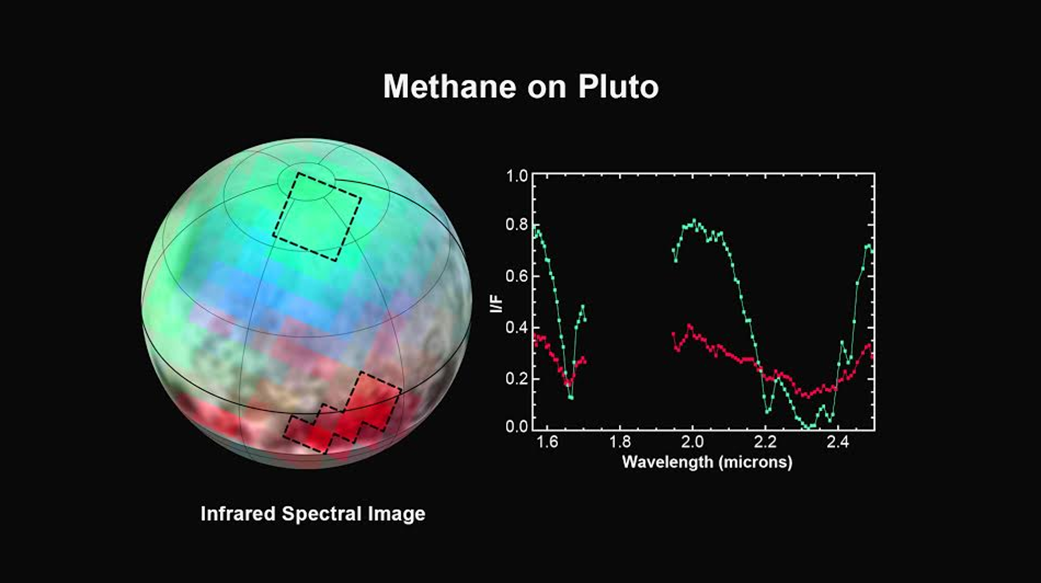
Dane kanału LEISA, pokazujące obraz Plutona w niższej rozdielczości wykonany w podczerwieni, ale z zarejestrowanymi widmami podczerwonymi w fałszywym kolorze. Na mapie "globalnej" po lewej stronie zarysowano regiony, z których pochodzą badane widma.

W 2018 r. Ogłoszono, na podstawie danych wysokiej rozdzielczości z sondy New Horizons, że niektóre równiny Plutona mają wydmy wykonane z granulek lodu metanowego. Wydmy zostały prawdopodobnie utworzone przez  wiatry wiejące na powierzchni Plutona. Wydmy te nie są tak gęste jak na Ziemi - podobne formacje występują na innych obiektach Układu Słonecznego, takich jak np. Tytan.

## Dane techniczne
Dane:
- Masa- 10.5 kg
- Maksymalne zużycie mocy - 7.1 W
- Teleskop
  - niezakrywany
  - pozaosiowy system optyczny
  - Anastygmat trójzwierciadlany
- Apertura 75 mm [24]
  - f/8.7
  - Efektywna Ogniskowa 658mm
- Elektroniczne tablice kontrolne

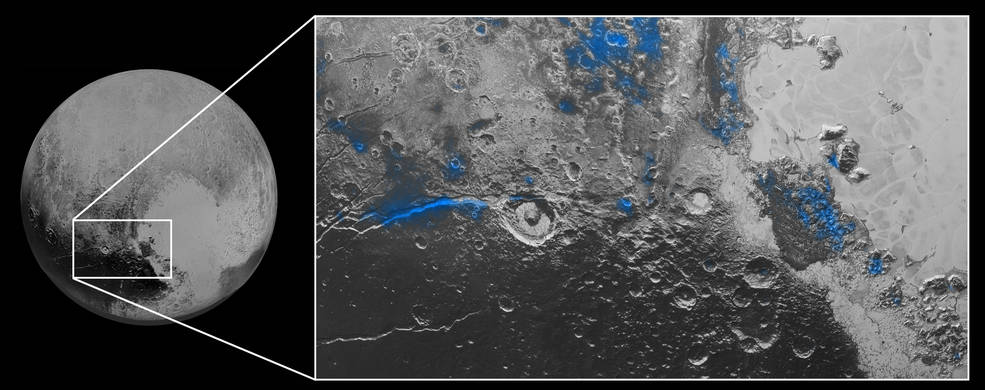
Lód wodny zidentyfikowany na Plutonie za pomocą sygnatur spektralnych z LEISA zaznaczony na niebiesko (zdjęcie zrobione przy pomocy MVIC - Multispectral Visible Imaging Camera)

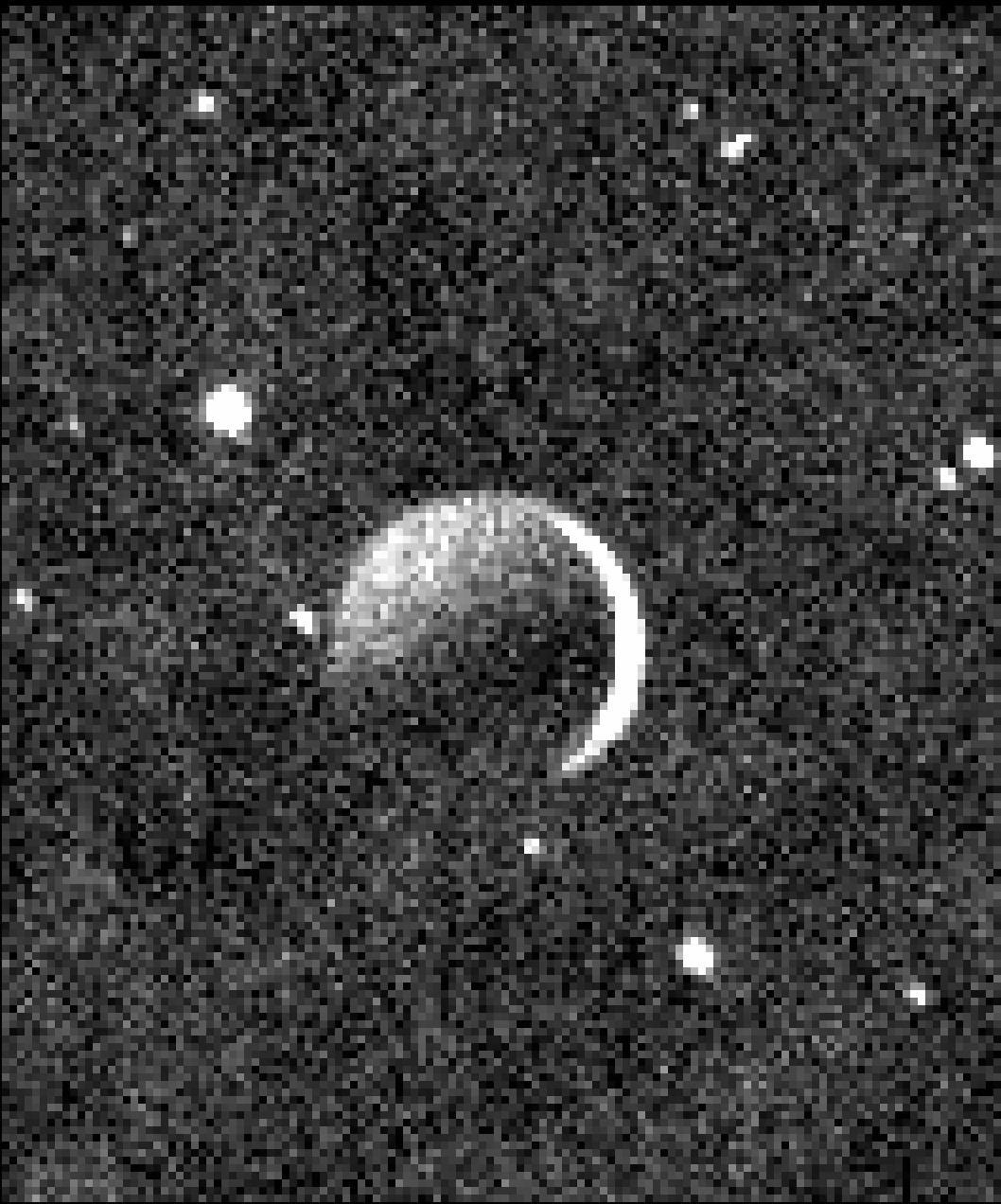
Ten wyjątkowo słabo oświetlony obraz przedstawia ciemną stronę księżyca Plutona, oświetloną przez światło gwiazd i światło odbite od powierzchni Plutona. Dane z kanału Ralph-MVIC

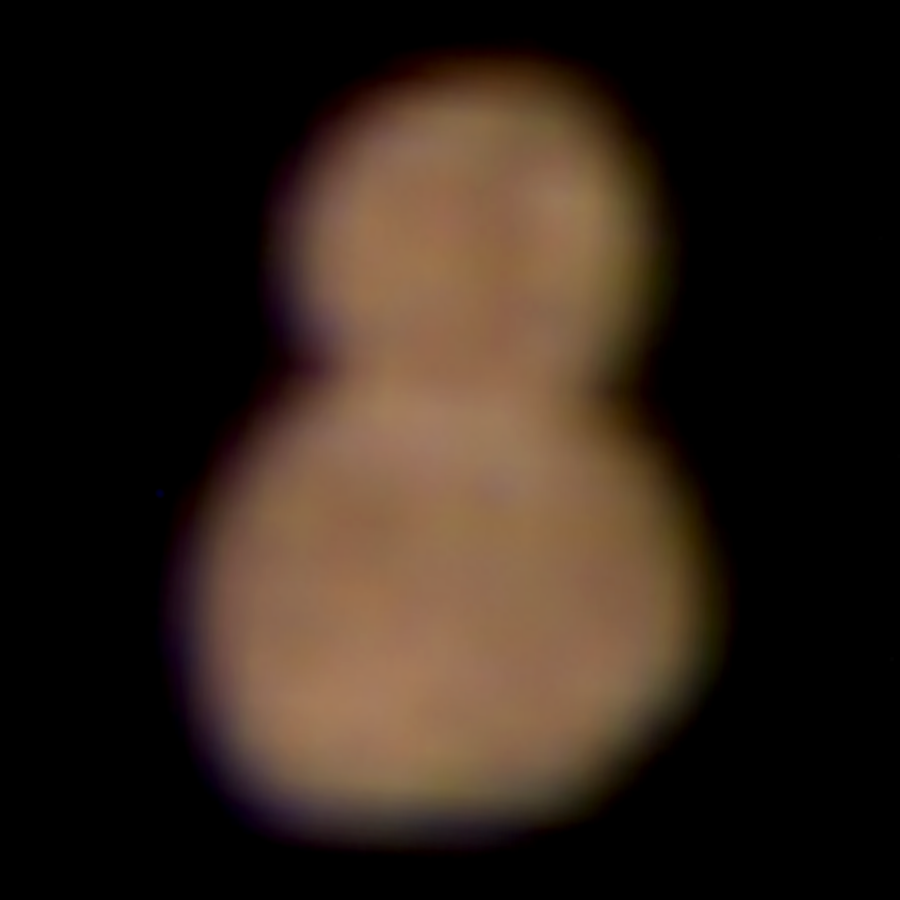
Zdjęcie Arrokotha wykonane przez Ralph-MVIC (2 stycznia 2019)

  - Elektronika wykrywacza (Detector electronics - DE)
  - Obsługa poleceń i danych (Command and data handling - C&DH)
  - Zasilacz niskiego napięcia (Low voltage power supply - LVPS).

Jeden teleskop podaje światło zarówno do kanałów LEISA, jak i MVIC, przy czym światło jest dzielone przez dichroiczny dzielnik wiązki.
- MVIC wykrywa światło o długości fali od 400 do 975 nm
- LEISA wykrywa światło o długości fali od 1250 do 2500 nm (od 1.25 do 2.5 μm)

MVIC posiada siedem matryc CCD pracujących w tzw. trybie opóźnienia czasowego i integracji (ang. Time-delay integration - TDI). Podobnie jak w przypadku skanera, linia pikseli CCD przechodzi przez obiekt i stopniowo buduje obraz z informacji zebranych w czasie skanowania. Kanały te mają rozdzielczość 5024 x 32 pikseli. Istnieje siedem kanałów, z których 6 jest wykorzystywanych do wykonywania zdjęć w trybie TDI, a siódmy z matrycą 5024 x 128 do kadrowania nawigacji MVIC ma pole widzenia o szerokości 5,8 stopnia. Kanał kadrowania o rozmiarze 5024 x 128 pikseli jest panchromatyczny i ma pole widzenia 5,7 x 0,15 stopnia. W przeciwieństwie do pozostałych sześciu kanałów, może on skoncentrować się na jednym celu i zrobić zdjęcie.Celem tego kanału jest obsługa nawigacji optycznej. Kanał nawigacyjny to tablica ramek, która działa jako pojedyncza ramka (w przeciwieństwie do innych kanałów które generują obraz z użyciem trybu TDI).
Pasma kamery MVIC: Istnieje sześć kanałów, które korzystają z trybu TDI, natomiast siódmy zajmuje ramkę i służy do nawigacji.
- 2 panchromatyczne kanały (długości fal: od 400 do 975 nm)
- pasmo niebieskie (400-550 nm)
- pasmo czerwone  (540-700 nm)
- pasmo bliskiej podczerwieni (od 780 do 975nm)
- pasmo metanu (860-910 nm)
- Kanał nawigacyjny / tablica kadrowania

LEISA wykonała zdjęcia Plutona w najwyższej rozdzielczości (rzędu 3 km/piksel) podczas największego zbliżenia sondy New Horizons do Plutona, w dniu 14 lipca 2015r. (sonda przeleciała wtedy w odległości 47000 km.)

## Zdjęcia
Podczas przelotu obok Plutona 14 lipca 2015 r. Ralph był w stanie zebrać dane o tej planecie karłowatej i jej księżycach, uzyskując różne zdjęcia. Ponadto kanały kolorów MVIC są często źródłem kolorów na panchromatycznych obrazach LORRI

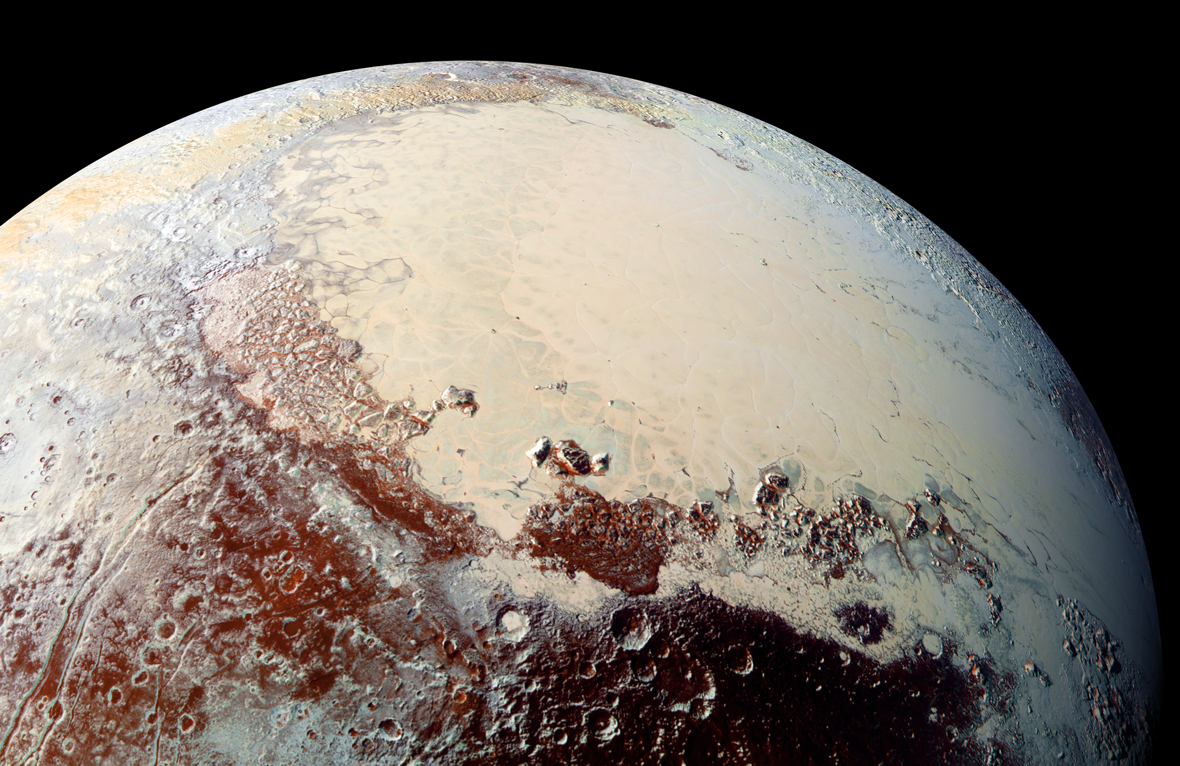
Ten obraz Plutona z lipca 2015 r. zawiera dane z pasm: czerwonego, niebieskiego oraz bliskiej podczerwieni.

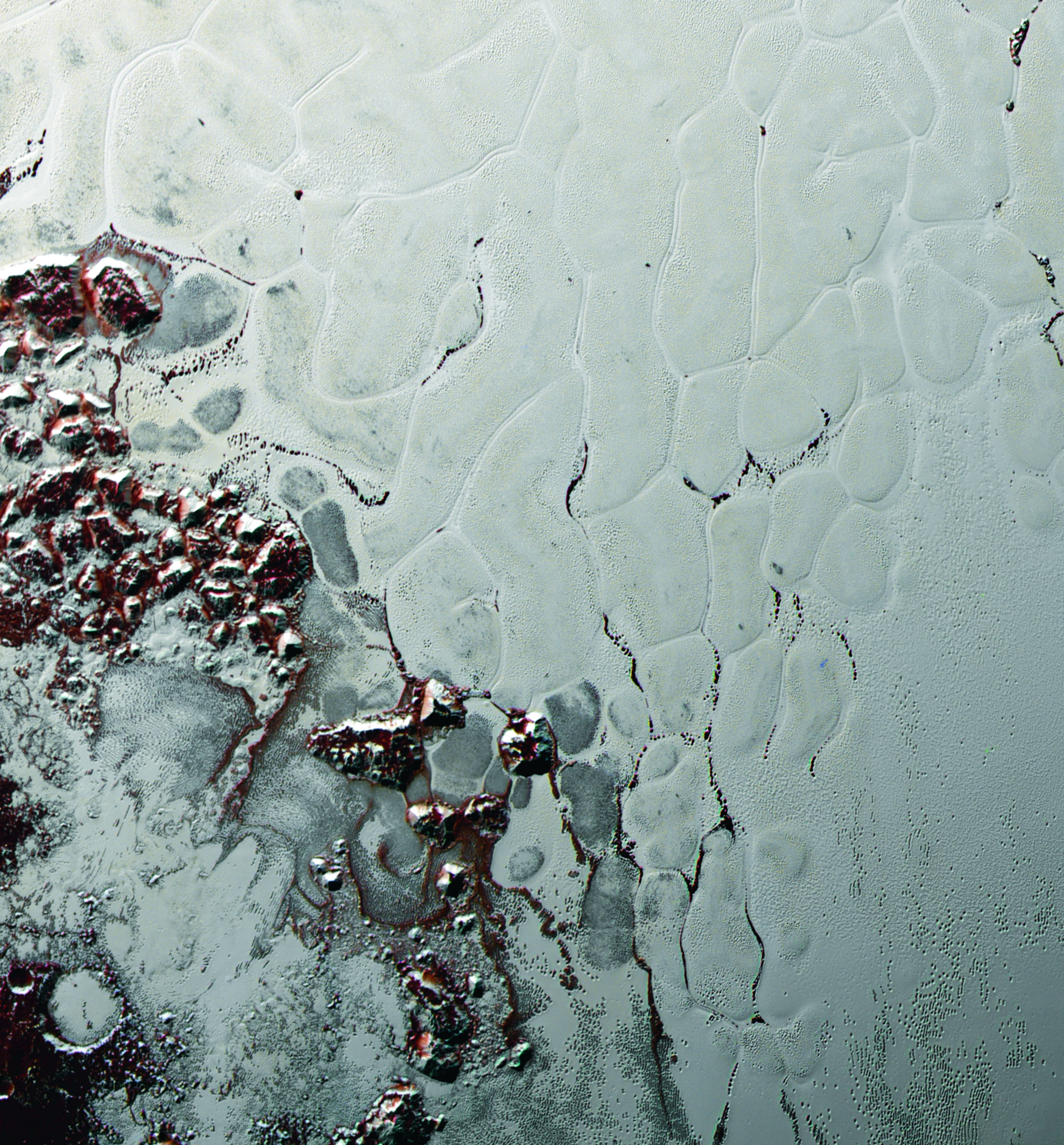
Zdjęcie wykonane przez przyrząd, przedstawiające 400-kilometrowy odcinek Plutona (14 lipca 2015)

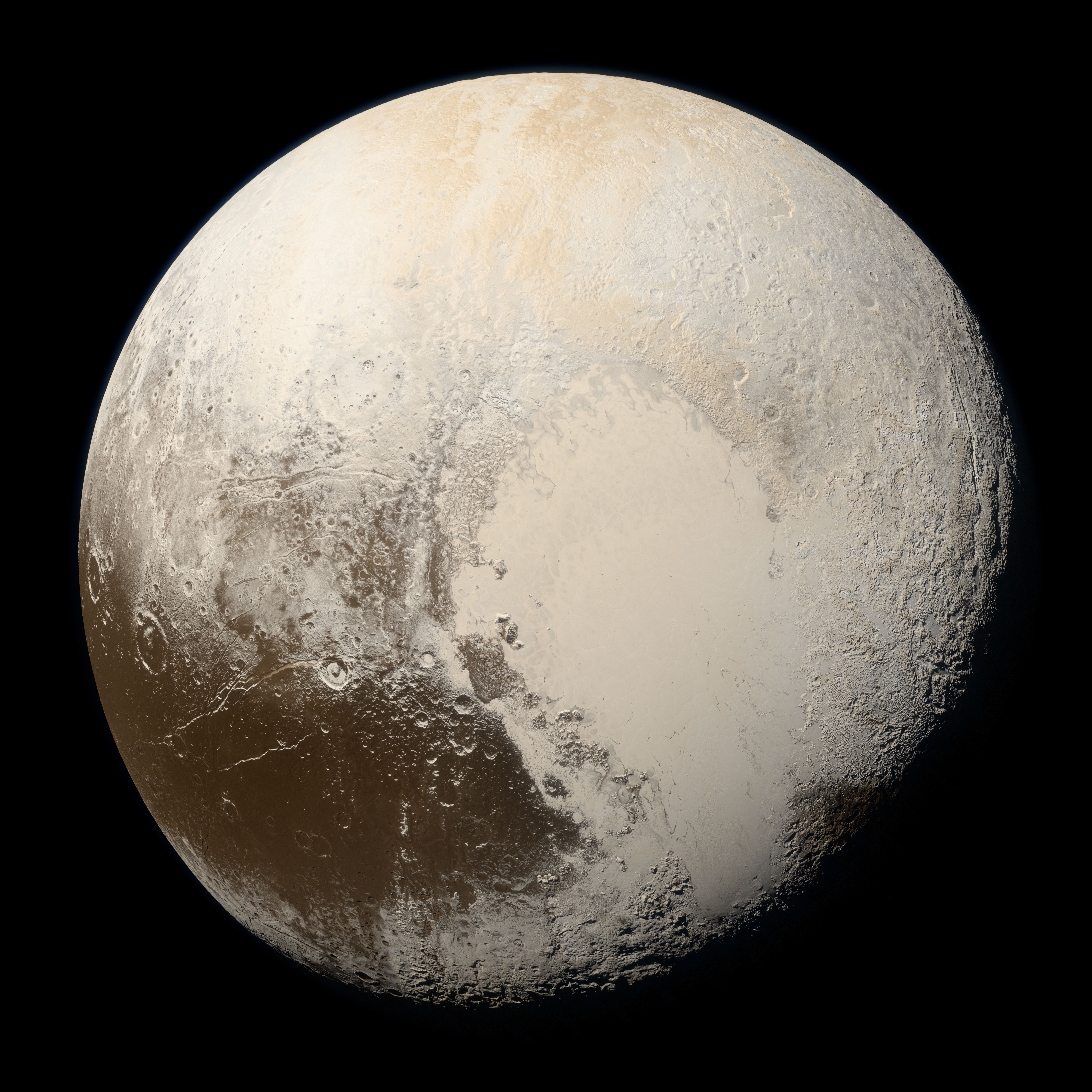
Zdjęcie w naturalnych kolorach, wykonane tylko na podstawie danych z kanału MVIC

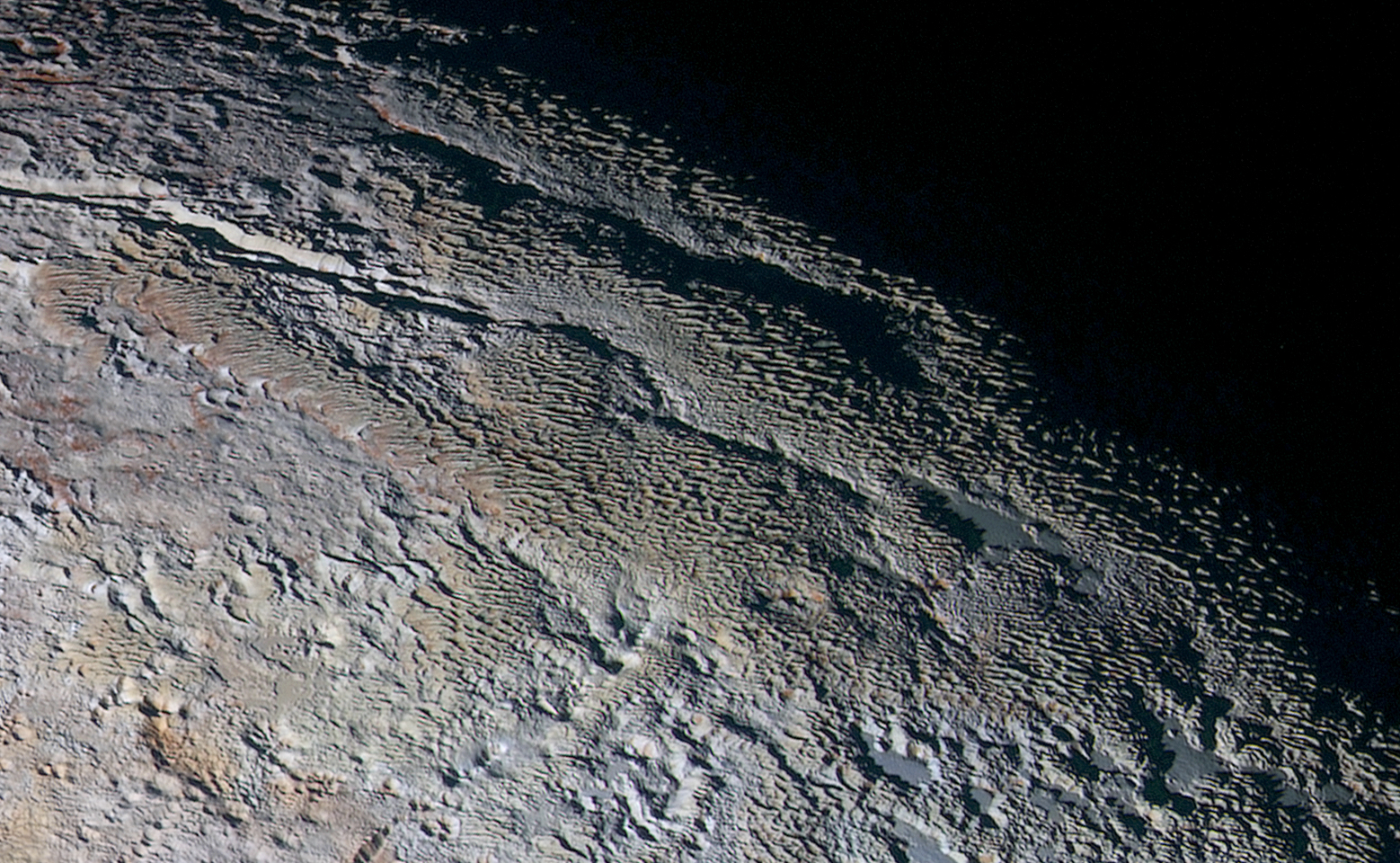
Przykładowy obraz z kamery LORRI, przedstawiający fragment terenu na Plutonie; zawiera on dane z pasm: czerwonego, niebieskiego i bliskiej podczerwieni. Rozmiar przedstawionego terenu wynosi ok. 530 km